# Bukan (miasto)
Bukan (pers. بۆکان, Būkān; kurd. بۆکان, Bokan) – miasto w północno-zachodnim Iranie, w ostanie Azerbejdżan Zachodni, nad Simine Rud. 
Miasto jest ośrodkiem handlowo-przemysłowym regionu hodowli pasterskiej owiec oraz uprawy pszenicy, buraków cukrowych i owoców (głównie moreli i brzoskwiń).
W 2011 roku miejscowość liczyła 170 600 mieszkańców; dla porównania, w 2006 było ich 150 703, zaś w 1996 – 120 020.

## Historia
Nazwa Bukan pojawia się w źródłach historycznych dopiero w okresie panowania Kadżarów. Pomiędzy XIV a XIX wiekiem region wchodził w skład silnego księstwa Mokri, którego stolica mieściła się w Sawodżbolagh (obecnie Mahabad). Wraz z osłabieniem władzy Mokri na znaczeniu zyskał ród posiadaczy ziemskich Dehbokri. W 1946 roku Bukan wszedł w skład krótko istniejącej Repubiki Mahabadzkiej. Miejscowość stała się wówczas znaczącym centrum kulturalnym, gdzie wydawano prasę, czasopisma i książki w języku kurdyjskim. Sześć lat później w regionie wybuchł bunt chłopski, który rozprzestrzenił się następnie na wszystkie kurdyjskie prowincje Iranu. Chłopi zmusili okolicznych właścicieli ziemskich do porzucenia swoich posiadłości i ucieczki do Bukanu, gdzie byli następnie oblegani przez siły buntowników, aż do momentu interwencji armii, która skutecznie stłumiła rewoltę. W latach 1978–1979 ludność miasta wzięła udział w rewolucji islamskiej, a następnie włączyła się do ruchu na rzecz autonomii kurdyjskiej.

## Ludność
Region zamieszkują głównie Kurdowie, zwolennicy szkoły szafi’ickiej, którzy posługują się środkowokurdyjskim dialektem sorani.